# ملکش (بجنورد)
ملکش یک روستا در ایران است که در دهستان آلاداغ واقع شده‌است. ملکش ۲٬۷۶۶ نفر جمعیت دارد. و زبان آنها ترکی خراسانی است 